# Toczeń neuropsychiatryczny
Toczeń neuropsychiatryczny, NPSLE (od ang. neuropsychiatric systemic lupus erythematosus) – objawy neuropsychiatryczne występujące w przebiegu tocznia rumieniowatego układowego.
Zaburzenia neuropsychiatryczne występują u 60–75% pacjentów z toczniem układowym, zarówno jako objawy pierwotne, jak i wtórne, a także powikłania leczenia. W 1999 roku komitet badawczy Amerykańskiego Kolegium Reumatologicznego zdefiniował dziewiętnaście objawów neuropsychiatrycznych szczególnie często rozpoznawanych w toczniu układowym. Są to:
1. ostry stan splątania
2. zespół Guillaina-Barrégo
3. chorobliwe lęki
4. aseptyczne zapalenie opon mózgowo-rdzeniowych
5. zespół mózgowonaczyniowy
6. zaburzenia funkcji poznawczych
7. zespół demielinizacyjny
8. bóle głowy
9. mononeuropatia
10. mielopatia poprzeczna
11. zaburzenia nastroju
12. zaburzenia motoryki
13. miastenia
14. neuropatie nerwów czaszkowych
15. neuropatia autonomiczna
16. pleksopatia
17. uszkodzenie splotów nerwowych
18. psychoza
19. drgawki.